# Kenneth Branagh Theatre Company
La  Kenneth Branagh Theatre Company è una compagnia teatrale inglese nata nel 2015 grazie a Kenneth Branagh e Rob Ashford.

## Storia
Nell'aprile 2015 è stato annunciato che la neo-fondata compagnia ha preso in affitto il Garrick Theatre di Londra per ospitare per un anno la sua stagione di debutto. Kenneth Branagh è produttore e direttore artistico della compagnia, nonché regista di tre produzioni e interprete di quattro.
Tre della produzione della prima stagione, The Winter's Tale, Romeo and Juliet e The Painkiller sono state transmesse in diretta nei cinema di tutto il mondo. La diretta cinematografica di Winter's Tale si è rivelata campione d'incassi nei cinema inglesi nel novembre 2015.

## Produzioni

### Prima stagione (2015.2016)
- Il racconto d'inverno di William Shakespeare. Regia di Kenneth Branagh e Rob Ashford. Con Judi Dench (Paulina), Kenneth Branagh (Leonte), Hadley Fraser (Polissene), Miranda Raison (Ermione), Tom Bateman (Floritzel), Jessie Buckley (Perdita), Michael Pennington (Antigono), John Shrapnel (Camillo), Jimmy Yuill (Pastore), Taylor James (Capnio). Adam Garcia.[4]
- All On Her Own/Harlequinade di Terence Rattigan. Regia di Kenneth Branagh e Rob Ashford. Con Kenneth Branagh, Zoë Wanamaker, Hadley Fraser, Jaygann Ayeh, Tom Bateman, Jessie Buckley, Jack Colgrave Hirst, John Dagleish, Stuart Neal, Miranda Raison, John Shrapnel, Kathryn Wilden, Jimmy Yuill.
- Red Velvet di Lolita Chakrabarti. Regia di Indhu Rubasingham. Con Adrian Lester (Ira Aldridge), Charlotte Lucas (Ellen Tree), Ayesha Antoine (Connie), Simon Chandler (Bernard Warde), Alexander Cobb (Henry), Mark Edel-Hunt (Charles Kean), Emun Elliott (Laporte).[5]
- The Painkiller di Francis Veber. Regia di Sean Foley. Con Kenneth Branagh, Claudie Blakley, John Hurt, Rob Brydon, Marcus Fraser, Mark Hadfield, Alex MacQueen.[6]
- Romeo e Giulietta di William Shakespeare. Regia di Kenneth Branagh. Con Lily James (Giulietta), Richard Madden (Romeo), Derek Jacobi (Mercuzio), Taylor James (Principe).[7]
- The Entertainer di John Osborne. Regia di Rob Ashford. Con Kenneth Branagh, Greta Scacchi, Sophie McShera, Phil Dunster, Gwan Grainger, Jonah Hauer-King.[8]

### Allestimenti successivi
- La versione Browning di Terence Rattigan. Regia di Kenneth Branagh. Con Kenneth Branagh, Victor Alli, Kemi Awoderu, Lolita Chakrabarti, Sarah Eve, Joseph Kloska e Wendy Kweh. RADA Studios di Londra (2021)